# Lilltjärnen (Vilhelmina socken, Lappland, 716971-155216)
Lilltjärnen är en sjö i Vilhelmina kommun i Lappland och ingår i Ångermanälvens huvudavrinningsområde.